# Carlos Merino González
Carlos Merino González (* 15. März 1980 in Bilbao) ist ein spanischer ehemaliger Fußballspieler auf der Position eines Mittelfeldspielers.

## Karriere
Merino begann seine Profikarriere in England bei Nottingham Forest. Nach einem Jahr zog es ihn zurück in sein Heimatland Spanien, wo er bis 2010 bei verschiedenen Erst- und Zweitligisten spielte. Am 29. Januar 2011 unterschrieb er beim österreichischen Bundesliga-Aufsteiger FC Wacker Innsbruck einen Vertrag bis zum Saisonende mit vereinsseitiger Option für zwei weitere Jahre. Im August 2013 wechselte er zu Panthrakikos. Es blieb eine Stippvisite; zwei Spielzeiten beim Club Portugalete beschlossen seine aktive Karriere.